# Alena Slováková
Alena Slováková (* 10. ledna 1976) je bývalá česká florbalistka, reprezentantka a vícenásobná vicemistryně Česka. V české nejvyšší florbalové soutěži hrála v jejích počátcích do roku 2006.

## Klubová kariéra
V počátcích českého florbalu Slováková hrála za Tatran Střešovice. V sezóně 2001/2002, ve které Tatran získal stříbro, byla nejproduktivnější hráčkou týmu. V roce 2006 s celým týmem přešla do klubu 1. HFK Děkanka, kde již ale hrála jen příležitostně. Zasáhla mimo jiné do play off 2008/2009, ve kterém Děkanka získala mistrovský titul, i když v samotné finálové sérii již Slováková nehrála.
V roce 2009 se tým osamostatnil v klubu Herbadent Tigers SJM. V Tigers působila jako trenérka juniorek a asistentka trenérky Markéty Šteglové u žen. Byla mimo jiné u titulu v sezóně 2012/2013 a následné účasti na Poháru mistrů.

## Reprezentační kariéra
Slováková reprezentovala Česko na Mistrovství Evropy v roce 1995 a na prvních pěti mistrovstvích světa mezi lety 1997 a 2005. S pěti starty patří k českým hráčkám s nejvyšším počtem účastí. Na prvním mistrovství světa v roce 1997 byla nejproduktivnější českou hráčkou.
Na prvním Euro Floorball Tour v roce 2006 v Praze poprvé v historii remizovaly se Švýcarskem, což byl první významný mezinárodní úspěch českého výběru.
| Umístění | Soutěž                                  |
| -------- | --------------------------------------- |
| 6.       | Mistrovství Evropy ve florbale žen 1995 |
| 6.       | Mistrovství světa ve florbale žen 1997  |
| 5.       | Mistrovství světa ve florbale žen 1999  |
| 5.       | Mistrovství světa ve florbale žen 2001  |
| 7.       | Mistrovství světa ve florbale žen 2003  |
| 7.       | Mistrovství světa ve florbale žen 2005  |